# Tino Aime
Tino Aime es un escultor y pintor italiano, nacido el 1931 en Cuneo.

## Datos biográficos
Uno de los artistas más destacados del panorama de la pintura y escultura del Piamonte y de Italia, que vive en Gravere, en el valle de Susa, donde tiene su estudio.  Asistió a la Academia Libre de Turín, y gracias a Ydro Colombi, su maestro, comenzó a exponer inicialmente esculturas y luego se dedicó también a la pintura.